# Kenesaw Mountain Landis

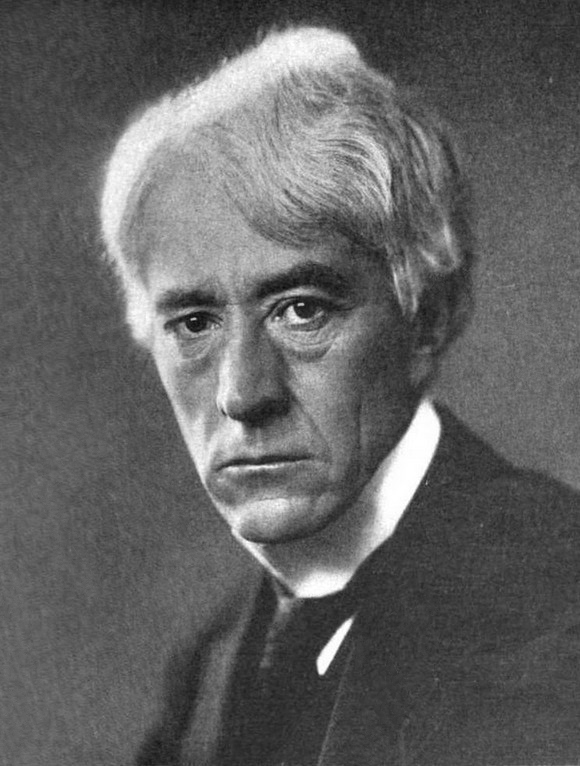
Kenesaw Mountain Landis (ca. 1922)

Kenesaw Mountain Landis (* 20. November 1866 in Millville, Ohio; † 25. November 1944 in Chicago, Illinois) war ein US-amerikanischer Jurist, der von 1905 bis 1922 als Bundesrichter der Vereinigten Staaten (United States Federal Judge) diente und als Commissioner der Baseball-Major Leagues von 1920  bis 1944.

## Juristische Laufbahn
1905 als Bundesrichter in Illinois von Präsident Theodore Roosevelt ernannt, behandelte Kenesaw Mountain Landis mehrere bedeutende Fälle. So verurteilte er 1907 nach einem Mammut-Prozess Rockefellers Standard Oil Company auf Basis des Kartellgesetzes zu einer Rekordstrafe in Höhe von 29 Millionen Dollar. 1919 leitete er den Prozess gegen hundert Gewerkschafter, die beschuldigt wurden, die Mobilmachung 1917 umgangen zu haben. Er erzielte auch den Ausschluss des farbigen Boxweltmeisters Jack Johnson auf Basis des Mann Act unter dem absurden Vorwand, Johnson habe mit einer weißen Frau eine Staatsgrenze überschritten.
1920 wurde Landis zum Baseballkommissar ernannt und 1922 trat er von seiner Position als Bundesrichter zurück, nachdem mehrere amerikanische Persönlichkeiten massive Interessenkonflikte plausibel machen konnten.

## Als Baseballkommissar
Nach dem Black-Sox-Skandal, der den Baseball im Jahr 1919 erschütterte, wurde Kenesaw Mountain Landis von den Eigentümern der Major-League gebeten, den Titel „Baseball Commissioner“ anzunehmen, um die Glaubwürdigkeit des Spiels wiederherzustellen. Landis forderte volle Befugnisse, und die Eigentümer stimmten dem zu. Von 1920 bis zu seinem Tod 1944 war er ein unbeugsamer, prinzipientreuer Kommissar. Seine erste Entscheidung war die fortdauernde lebenslängliche Sperre der acht am Black Sox-Skandal beteiligten Spieler, sogar als die Spieler später von den Gerichten freigesprochen wurden.
Landis hielt auch unerbittlich an der Rassentrennung fest und verhinderte jeglichen Fortschritt auf diesem Gebiet. Schwarze Spieler hatten keinen Zutritt zu den großen Ligen bis 1947, drei Jahre nach seinem Tod.
Bereits 1944 wurde er in die Baseball Hall of Fame aufgenommen.